# Ngô Việt Trung
Ngô Việt Trung (sinh ngày 08/05/1953) là một nhà Toán học người Việt Nam. Ông là Viện trưởng Viện Toán học Việt Nam từ 2007 tới 2013, là Viện sĩ Viện Hàn lâm Khoa học Thế giới thứ ba.

## Xuất thân và sự nghiệp
Quê ông ở xã Điện Quang, Điện Bàn, Quảng Nam. Ông là con trai của Ngô Điền, nguyên đại sứ đặc mệnh toàn quyền của Cộng hòa Xã hội chủ nghĩa Việt Nam tại Campuchia trong thời kì Khmer đỏ (1979-1991). Hồi 3 tuổi, ông bị bại liệt. Mẹ ông là y tá quân đội đã cấp cứu ông kịp thời, giữ lại được mạng sống nhưng nửa người bên trái của ông bị liệt hoàn toàn. Về sau nhờ tập luyện ông đã hồi phục nhưng chân trái vẫn bị liệt suốt đời.
Ông từng là học sinh chuyên Toán Trường trung học phổ thông Việt Đức (Hà Nội). Năm 1969, ông giành giải nhất cuộc thi học sinh giỏi Toán toàn Miền Bắc. Sau đó, ở tuổi 16, ông sang Đức học đại học về Toán.
Tại Đức, ông lấy bằng thạc sĩ năm 1974, tiến sĩ năm 1978 và tiến sĩ khoa học năm 1983 tại Đại học Martin-Luther Halle-Wittenberg.
Những năm 1983-1990, ông là phó giáo sư tại Viện Toán học Việt Nam; từ năm 1991 (40 tuổi), là giáo sư, trưởng phòng đại số và lý thuyết số Viện Toán học. Ông là giáo sư thỉnh giảng của nhiều Đại học danh tiếng ở châu Á, châu Âu.
Giáo sư Ngô Việt Trung được bầu làm viện sĩ Viện Hàn lâm Khoa học các nước Thế giới thứ 3 (TWAS) năm 2000 khi ông 49 tuổi. Ông là viện sĩ thứ 7 người Việt Nam, gồm: Nguyễn Văn Hiệu (Vật lý lý thuyết), Đào Vọng Đức (Vật lý lý thuyết), Nguyễn Huy Phan (Y học), Vũ Tuyên Hoàng (Nông học), Lê Dũng Tráng (Toán học), Nguyễn Văn Đạo (Cơ học), Ngô Việt Trung (Toán học). Sau Ngô Việt Trung, còn có thêm 5 nhà toán học Việt Nam nữa trở thành viện sĩ TWAS: Hà Huy Khoái (Toán học), Đào Trọng Thi (Toán học), Lê Tuấn Hoa (Toán học), Phan Quốc Khánh (Toán học) và Hoàng Xuân Phú (Toán học).
Năm 2009, ông được trao Giải thưởng Nhân tài Đất Việt trong lĩnh vực Khoa học tự nhiên về Toán học.
Năm 2017 ông được trao giải thưởng Hồ Chí Minh đợt V về khoa học và công nghệ (cùng với GS Nguyễn Tự Cường, GS Lê Tuấn Hoa) về cụm công trình "Các bất biến và cấu trúc của vành địa phương vành phân bậc".

## Đóng góp
Hướng nghiên cứu chính của ông là đại số giao hoán và ứng dụng trong hình học đại số.
Một số công trình tiêu biểu:
- Nguyen, Hop Dang; Trung, Ngo Viet Depth functions of symbolic powers of homogeneous ideals. Invent. Math. 218 (2019), no. 3, 779–827.
- Terai, Naoki; Trung, Ngo Viet Cohen-Macaulayness of large powers of Stanley-Reisner ideals. Adv. Math. 229 (2012), no. 2, 711–730.
- Herzog, Jürgen; Hibi, Takayuki; Trung, Ngô Viêt Symbolic powers of monomial ideals and vertex cover algebras. Adv. Math. 210 (2007), no. 1, 304–322
- Cutkosky, S. Dale; Herzog, Jürgen; Trung, Ngô Viêt, Asymptotic behaviour of the Castelnuovo-Mumford regularity, Compositio Math. 118 (1999), no. 3, 243–261.
- Conca, Aldo; Herzog, Jürgen; Trung, Ngô Viêt; Valla, Giuseppe Diagonal subalgebras of bigraded algebras and embeddings of blow-ups of projective spaces. Amer. J. Math. 119 (1997), no. 4, 859–901.
- Aberbach, Ian M.; Huneke, Craig; Ngô Việt Trung Reduction numbers, Briançon-Skoda theorems and the depth of Rees rings. Compositio Math. 97 (1995), no. 3, 403–434.
- Bruns, Winfried; Gubeladze, Joseph; Ngô Viêt Trung Normal polytopes, triangulations, and Koszul algebras. J. Reine Angew. Math. 485 (1997), 123–160.
- Sturmfels, Bernd; Trung, Ngô Viêt; Vogel, Wolfgang Bounds on degrees of projective schemes. Math. Ann. 302 (1995), no. 3, 417–432.
- Herzog, Jürgen; Trung, Ngô Viêt Gröbner bases and multiplicity of determinantal and Pfaffian ideals. Adv. Math. 96 (1992), no. 1, 1–37.
- Trung, Ngô Viêt Positivity of mixed multiplicities. Math. Ann. 319 (2001), no. 1, 33–63.
- Minh, Nguyen Cong; Trung, Ngo Viet Cohen-Macaulayness of monomial ideals and symbolic powers of Stanley-Reisner ideals. Adv. Math. 226 (2011), no. 2, 1285–1306.
- Huneke, Craig; Trung, Ngô Viêt On the core of ideals. Compos. Math. 141 (2005), no. 1, 1–18.
- Ngô Viêt Trung Constructive characterization of the reduction numbers. Compositio Math. 137 (2003), no. 1, 99–113.
- Trung, Ngô Viêt; Valla, Giuseppe Degree bounds for the defining equations of arithmetically Cohen-Macaulay varieties. Math. Ann. 281 (1988), no. 2, 209–218.
- Schenzel, Peter; Ngô Viêt Trung; Nguyễn Tụ' Cu'ò'ng, Verallgemeinerte Cohen-Mavaulay‐Moduln, Mathematische Nachrichten 85 (1), 1978, 57-73.
- Ngô Việt Trung Reduction exponent and degree bound for the defining equations of graded rings. Proc. Amer. Math. Soc. 101 (1987), no. 2, 229–236.